# Micromus lobipennis
Micromus lobipennis is een insect uit de familie van de bruine gaasvliegen (Hemerobiidae), die tot de orde netvleugeligen (Neuroptera) behoort. 
Micromus lobipennis is voor het eerst wetenschappelijk beschreven door Perkins in Sharp in 1899.